# Odonsolvecklare
Odonsolvecklare (Pammene luedersiana) är en fjärilsart som först beskrevs av Sorhagen 1885.  Odonsolvecklare ingår i släktet Pammene, och familjen vecklare. Arten är reproducerande i Sverige.